# Finnische Meisterschaften im Skispringen 2017
Die Finnischen Sommer-Meisterschaften im Skispringen 2017 auf der Normalschanze fanden am 2. April 2017 in Taivalkoski statt. Die Wettbewerbe wurden auf der Taivalvaara (HS 80) ausgetragen. Die Meisterschaft wurde vom Finnischen Wintersportverband und dem Wintersportverein Taivalkosken Kuohu ausgerichtet. Der Sieger bei den Männern Eetu Nousiainen setzte mit 82 Metern zugleich einen neuen Schanzenrekord.

## Ergebnis

### Männer
| Platz | Sportler         | Verein                  | Weite 1 | Weite 2 | Punkte |
| ----- | ---------------- | ----------------------- | ------- | ------- | ------ |
| 1     | Eetu Nousiainen  | Puijon Hiihtoseura      | 82,0 m  | 80,5 m  | 268,6  |
| 2     | Ville Larinto    | Lahden Hiihtoseura      | 81,0 m  | 80,5 m  | 262,7  |
| 3     | Antti Aalto      | Kiteen Urheilijat       | 81,0 m  | 78,0 m  | 255,2  |
| 4     | Juho Ojala       | Kuusamon Erä-Veikot     | 79,5 m  | 75,5 m  | 247,6  |
| 5     | Andreas Alamommo | Ounasvaaran Hiihtoseura | 80,0 m  | 72,5 m  | 241,6  |
| 6     | Lauri Asikainen  | Kuusamon Erä-Veikot     | 79,5 m  | 74,0 m  | 240,5  |
| 7     | Jarkko Määttä    | Kainuun Hiihtoseura     | 79,0 m  | 72,0 m  | 236,5  |
| 8     | Janne Korhonen   | Lieksan Hiihtoseura     | 77,0 m  | 73,0 m  | 232,1  |
| 9     | Frans Tähkävuori | Lahden Hiihtoseura      | 71,0 m  | 76,5 m  | 223,6  |
| 10    | Olli Muotka      | Lahden Hiihtoseura      | 73,5 m  | 72,5 m  | 222,5  |

Insgesamt starteten bei den Herren 46 Springer.
Die finnischen Wintermeisterschaften fanden am 18. November 2017 in Rovaniemi statt. Zeitgleich fand in polnischen Wisla das erste Weltcupwochenende der neuen Saison statt. Somit fehlten die Weltcupstarter Janne Ahonen, Ville Larinto, Andreas Alamommo und Antti Aalto.
Den Meistertitel sicherte sich Jarkko Määttä mit 96 m und 102 m und 268,5 Punkten. Zweiter wurde Eetu Nousiainen mit 95 m und 99 m und 259,5 Punkten vor Juho Ojala mit 93,5 m und  99,5 m und 256,5 Punkten. Dahinter landeten Niko Kytösaho, Janne Korhonen und Lauri Asikainen.

### Frauen
| Platz | Sportler            | Verein             | Weite 1 | Weite 2 | Punkte |
| ----- | ------------------- | ------------------ | ------- | ------- | ------ |
| 1     | Susanna Forsström   | Lahden Hiihtoseura | 69,5 m  | 63,5 m  | 212,8  |
| 2     | Julia Tervahartiala | Lahden Hiihtoseura | 64,5 m  | 63,5 m  | 171,3  |
| 3     | Annamaija Oinas     | Taivalkosken Kuohu | 45,0 m  | 44,0 m  | 67,7   |

Bei den Frauen traten ausschließlich drei Starterinnen an.